# Play (groupe)
Pour les articles homonymes, voir Play.
Play était un groupe de pop suédois formé en 2001, constitué à la base de 4 filles, Anna Sundstrand, Rosanna Munter, Anais Lameche et Faye Hamlin. Cette dernière sera remplacée une première fois par Janet Leon en 2003 puis par Emelie Norenberg en 2010, la chanteuse Sanne Karlsson rejoindra Faye et Anaïs lors du retour en vogue du groupe en 2009.

## Biographie

### 2001-2002 Formation et1eralbum
Le groupe Play se forme à la suite d’un concours organisé par Laila Bagge, une productrice et directrice d’un studio de danse. Les membres originaux du groupe sont deux filles découvertes dans le studio de danse de Laila, Anna Sundstrand âgée de 11 ans et Anaïs Lameche âgée de 13 ans, la plus jeune sœur d’Amanda Lameche. Faye Hamlin et Rosanna Munter âgées toutes deux de 13 ans, rejoindront le groupe à la suite de l’audition organisée à cet effet. Ces deux dernières étaient meilleures amies avant d’être sélectionnées pour le groupe.
La carrière de Play sera lancée en Suède ainsi qu’aux États-Unis en 2001 et 2002. Leur premier single "Us Against the World" sera édité en septembre 2001 aux États-Unis. En Suède, le premier album sera édité alors que ce dernier ne sera édité que sous forme d’un mini album de 7 titres aux États-Unis le 25 juin 2002. L’album atteindra la 74e place du Billboard et sera certifié disque d’or pour plus de 500.000 exemplaires vendus. Les mois suivants seront consacrés à une tournée aux U.S.A. ainsi qu’à la promotion de leur album avec la sortie de deux autres singles "I'm Gonna Make You Love Me" et "Cinderella".

### 2003 Replay
La tournée achevée, les filles retournèrent en studio afin d’enregistrer leur deuxième album intitulé "Replay" aux sonorités plus matures et influencées par le R’n’B. Quelque temps avant la sortie de l’album un DVD intitulé "Playin’ Around" fut édité. "Replay" sort le 10 juin 2003 et atteindra la 67e place du Billboard 200 et y restera durant sept semaines. Deux singles serviront à la promotion de l’album "I Must Not Chase the Boys" qui atteindra la 52e place dans le Top australien et "Whole Again". En octobre de la même année, Faye prendra la décision de se retirer du groupe pour poursuivre ses études mais continuera d’apparaitre aux côtés du groupe jusqu’en décembre 2003. Elle sera remplacée par Janet Leon qui deviendra la nouvelle chanteuse principale aux côtés d’Anaïs Lameche.

### 2004-2005 Don’t Stop the Music et Séparation
Après être retourné en studio, Play sort le 9 mars 2004 son troisième album nommé "Don’t Stop the Music", il est à noter que la chanson éponyme de cet album est une chanson de la chanteuse Robyn. Un seul single sera édité pour promouvoir l’album, il s’agit de la chanson "everGirl", malheureusement ni l’album ni le single ne se retrouvera dans les charts. Le groupe édite alors en novembre de la même année un album de chansons de Noël intitulé "Play Around the Christmas Tree", mais l’album n’atteindra également aucune place dans les charts. Le groupe se fait alors plus discret mais sort tout de même en avril 2005 une compilation de leurs chansons les plus connues. Cet album ne se retrouvera dans aucun classement et le groupe annonce en septembre 2005 la décision de se séparer pour une durée indéterminée. À cette époque le groupe avait vendu un peu plus d’un million de disques.

### 2009-2010 Réunion, Under My Skin et Séparation
Il faudra attendre le 26 novembre 2009 pour que Faye et Anaïs fasse leur apparition sur la station de radio suédoise NRJ et RIXFM accompagnées d’une troisième chanteuse nommée Sanne Karlsson. Les filles annoncent alors que Play se reforme sous forme de trio et que leur retour en vogue sera filmé par la téléréalité Made In Sweden. Anna ne put prendre part à la réunion dût au fait qu’elle vit désormais aux États-Unis. Rosanna souhaitait à la base reprendre l’aventure mais se rétracta trois semaines avant le début du tournage de Made In Sweden, préférant s’investir dans sa carrière solo. C’est ainsi que Sanne prit part à l’aventure. Le groupe enregistra le nouvel album en quatre semaines et fit sa première apparition publique en 4 ans le 27 novembre 2009. Made In Sweden fut diffusé en décembre 2009, montrant les filles préparant leur retour sur le devant de la scène.
Le premier single "Famous" sort 15 février 2010 et deviendra leur premier et seul numéro 1 du top suédois. Leur nouvel album "Under My Skin" sort quant à lui le 21 avril de la même année et se classera à la 7e position du top suédois. La promotion de l'album continuera via la sortie d'un second single intitulé "Not the One". Malgré ce beau retour Faye prendra la décision de quitter une seconde fois le groupe pour se lancer dans une carrière solo, elle sera remplacée par Emelie Norenberg, la meilleure amie de Sanne. Les trois filles désirent alors se concentrer sur leur retour en vogue aux U.S.A., malheureusement ce projet ne verra jamais le jour et tous les membres du groupe prendront leur envol vers leurs projets personnels.

## Discographie

### Singles
- 2002 : Us Against the World
- 2002 : I'm Gonna Make You Love Me
- 2002 : Cinderella
- 2003 : I Must Not Chase the Boys
- 2003 : Whole Again
- 2004 : everGirl
- 2010 : Famous
- 2010 : Not the One